# Adrian Morley

a Compétitions nationales et continentales officielles uniquement.

b Matchs officiels uniquement.
Adrian Morley, né le 10 mai 1977 à Salford, est un joueur britannique de rugby à XIII évoluant au poste de pilier ou de deuxième ligne dans les années 1990 et 2000. Il a été sélectionné en sélection anglaise et sélection britannique, participant avec la première les coupes du monde 2000 et 2008 et au Tournoi des Quatre Nations 2009. En club, il a commencé sa carrière aux Leeds Rhinos avant de signer dans la National Rugby League pour Sydney Roosters où il reste cinq saisons avant de revenir en Angleterre d'abord aux Bradford Bulls puis aux Warrington Wolves.